# Kamouraska (district électoral)
Kamouraska est un ancien district électoral provincial du Québec.

## Liste des députés

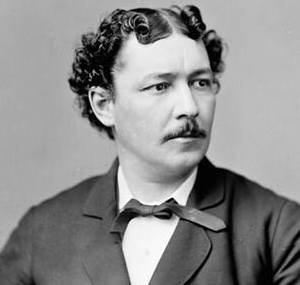
Joseph Dumont est député de Kamouraska de 1877 à 1878 pour le Parti libéral du Québec

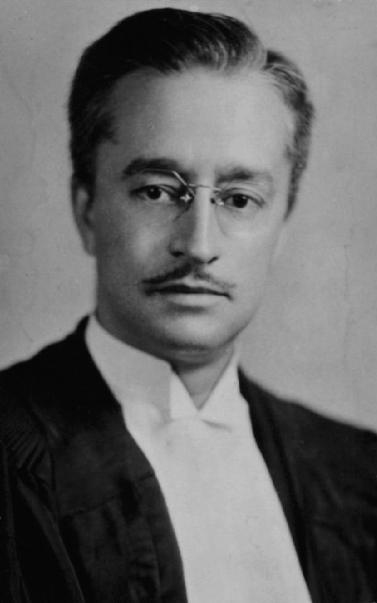
René Chaloult est député de Kamouraska de 1936 à 1939 pour l'Union nationale

|             | 1867 - 1869 | (Pas d'élection)                  | (Pas d'élection)                  | (Pas d'élection)                  | (Pas d'élection)                  |                                   |
|             | 1869 - 1871 | Charles-François Roy              | Conservateur                      |                                   |                                   |                                   |
|             | 1871 - 1875 | Charles-François Roy              | Conservateur                      |                                   |                                   |                                   |
|             | 1875 - 1877 | Charles-François Roy              | Conservateur                      |                                   |                                   |                                   |
|             | 1877 - 1878 | Joseph Dumont                     | Libéral                           |                                   |                                   |                                   |
|             | 1878 - 1881 | Charles-Antoine-Ernest Gagnon     | Libéral                           |                                   |                                   |                                   |
|             | 1881 - 1883 | Charles-Antoine-Ernest Gagnon     | Libéral                           |                                   |                                   |                                   |
|             | 1883 - 1886 | Charles-Antoine-Ernest Gagnon     | Libéral                           |                                   |                                   |                                   |
|             | 1886 -1887  | Charles-Antoine-Ernest Gagnon     | Libéral                           |                                   |                                   |                                   |
|             | 1887 -1890  | Charles-Antoine-Ernest Gagnon     | Libéral                           |                                   |                                   |                                   |
|             | 1890 - 1892 | Charles-Alfred Desjardins         | Conservateur                      |                                   |                                   |                                   |
|             | 1892 - 1897 | Charles-Alfred Desjardins         | Conservateur                      |                                   |                                   |                                   |
|             | 1897 - 1900 | Louis-Rodolphe Roy                | Libéral                           |                                   |                                   |                                   |
|             | 1900 - 1904 | Louis-Rodolphe Roy                | Libéral                           |                                   |                                   |                                   |
|             | 1904 -1905  | Louis-Rodolphe Roy                | Libéral                           |                                   |                                   |                                   |
|             | 1905 - 1908 | Louis-Rodolphe Roy                | Libéral                           |                                   |                                   |                                   |
|             | 1908 - 1809 | Louis-Rodolphe Roy                | Libéral                           |                                   |                                   |                                   |
|             | 1909 - 1912 | Louis-Auguste Dupuis              | Libéral                           |                                   |                                   |                                   |
|             | 1912 - 1916 | Charles-Adolphe Stein             | Libéral                           |                                   |                                   |                                   |
|             | 1916 - 1919 | Charles-Adolphe Stein             | Libéral                           |                                   |                                   |                                   |
|             | 1919 - 1920 | Charles-Adolphe Stein             | Libéral                           |                                   |                                   |                                   |
|             | 1920 - 1923 | Nérée Morin                       | Libéral                           |                                   |                                   |                                   |
|             | 1923 - 1927 | Nérée Morin                       | Libéral                           |                                   |                                   |                                   |
|             | 1927        | Nérée Morin                       | Libéral                           |                                   |                                   |                                   |
|             | 1927 - 1931 | Pierre Gagnon                     | Libéral                           |                                   |                                   |                                   |
|             | 1931 - 1935 | Pierre Gagnon                     | Libéral                           |                                   |                                   |                                   |
|             | 1935 - 1936 | Pierre Gagnon                     | Libéral                           |                                   |                                   |                                   |
|             | 1936 - 1939 | René Chaloult                     | Union nationale                   |                                   |                                   |                                   |
| 1939 - 1944 | 1939 - 1944 | Voir : Kamouraska-Rivière-du-Loup | Voir : Kamouraska-Rivière-du-Loup | Voir : Kamouraska-Rivière-du-Loup | Voir : Kamouraska-Rivière-du-Loup | Voir : Kamouraska-Rivière-du-Loup |
|             | 1944 - 1948 | Louis-Philippe Lizotte            | Libéral                           |                                   |                                   |                                   |
|             | 1948 - 1952 | Alfred Plourde                    | Union nationale                   |                                   |                                   |                                   |
|             | 1952 - 1956 | Alfred Plourde                    | Union nationale                   |                                   |                                   |                                   |
|             | 1956 - 1960 | Alfred Plourde                    | Union nationale                   |                                   |                                   |                                   |
|             | 1960 - 1962 | Alfred Plourde                    | Union nationale                   |                                   |                                   |                                   |
|             | 1962 - 1966 | Gérard Dallaire                   | Libéral                           |                                   |                                   |                                   |
|             | 1966 - 1970 | Adélard D'Anjou                   | Union nationale                   |                                   |                                   |                                   |
|             | 1970 - 1973 | Jean-Marie Pelletier              | Libéral                           |                                   |                                   |                                   |